# Jerzy Gadomski
Jerzy Tomasz Gadomski (ur. 7 listopada 1934 w Sosnowcu, zm. 13 kwietnia 2015 w Krakowie) – historyk sztuki, profesor Uniwersytetu Jagiellońskiego, członek czynny Polskiej Akademii Umiejętności.

## Życiorys
W 1957 uzyskał dyplom artysty plastyka konserwatora na Wydziale Konserwacji Dzieł Sztuki Akademii Sztuk Pięknych w Krakowie. W 1962 ukończył studia magisterskie w Instytucie Historii Sztuki Uniwersytetu Jagiellońskiego. W latach 1957–1970 zajmował się zawodowo konserwacją malowideł ściennych, m.in. w Boguszycach, Starym Sączu, Gostkowie, Wąchocku, Sulejowie, Łanach Wielkich, Prandocinie, Krakowie i Trondheim. Od 1968 współpracował z Akademią Sztuk Pięknych w Krakowie. W 1970 uzyskał stopień naukowy doktora na podstawie rozprawy Rzeźba architektoniczna w Małopolsce 1250–1400 napisanej pod opieką prof. Lecha Kalinowskiego. W 1970 został pracownikiem Instytutu Historii Sztuki Uniwersytetu Jagiellońskiego, w którym pracował jako starszy asystent (1970–1971) i adiunkt (1971–1983). W 1980 habilitował się na podstawie dorobku i pracy Gotyckie malarstwo tablicowe Małopolski 1420–1470. Od 1983 pracował w IHS jako docent, natomiast w latach 1984–1990 był dyrektorem tegoż instytutu. W 1989 został mianowany profesorem nadzwyczajnym. Od 1990 kierował Zakładem Historii Sztuki Średniowiecznej. W 1997 objął stanowisko profesora zwyczajnego. W 2006 przeszedł na emeryturę.
Był członkiem Komisji Teorii i Historii Sztuki PAN w Krakowie (1971–1991), od 1999 członkiem korespondentem, a od 2002 członkiem czynnym Polskiej Akademii Umiejętności, w latach 2004–2012 przewodniczył Komisji Historii Sztuki PAU.
Jego najważniejsze prace dotyczyły gotyckiego malarstwa tablicowego w Małopolsce, któremu poświęcił trzytomową monografię (wyd. kolejnych tomów – 1981, 1988, 1995) nagrodzoną w 1996 Nagrodą Fundacji na rzecz Nauki Polskiej.

## Ordery i odznaczenia
- Krzyż Kawalerski Orderu Odrodzenia Polski (20 września 2001)[1]
- Złoty Medal „Zasłużony Kulturze Gloria Artis” (5 czerwca 2013)[2]
- Medal Instytutu Historii Sztuki Uniwersytetu Jagiellońskiego (2014)

## Nagrody
- Nagroda Rektora UJ „Laur Jagielloński” (1997)
- Nagroda Krakowska Książka Miesiąca za publikację Jan Wielki. Krakowski malarz z drugiej połowy wieku XV (grudzień 2005)[3]

## Publikacje
- Gotyckie malarstwo tablicowe Małopolski 1420–1470, Warszawa 1981.
- Gotyckie malarstwo tablicowe Małopolski 1460–1500, Warszawa 1988.
- Gotyckie malarstwo tablicowe Małopolski 1500–1540, Warszawa 1995.
- Późnogotyckie retabulum ołtarza głównego w Krakowie na Wawelu, Wyd. Universitas, Kraków 2000 ISBN 83-7052-609-8.
- Jan Wielki. Krakowski malarz z drugiej połowy wieku XV, Wyd. Universitas, Kraków 2004 ISBN 83-242-0443-1.
- Skrzydła gotyckiego tryptyku z Łącka. Dzieje, badania, konserwacja, dekoracje patronowe (współautor z Małgorzatą Nowalińską i Ewelina Parzych) (2013).
- Croquis. Niezupełnie ciągły zbiór szkiców o ludziach, rzeczach, wydarzeniach (2014).